# Acanthopetalum carinatum
Acanthopetalum carinatum är en mångfotingart som först beskrevs av Brandt 1840.  Acanthopetalum carinatum ingår i släktet Acanthopetalum och familjen Schizopetalidae. Inga underarter finns listade i Catalogue of Life.